# Bucky Dent
Russell Earl Dent (Savannah, Georgia, 25 de noviembre de 1951), más conocido como Bucky Dent, es un exjugador profesional estadounidense de béisbol que se desempeñó en la posición de campocorto en las Grandes Ligas de Béisbol (MLB). Logró obtener el premio MVP (jugador más valioso de la Serie Mundial).

## Carrera
Dent jugó como profesional cuatro temporadas en Chicago White Sox (1973-1976), después pasó a New York Yankees (1977-1982), luego a Texas Rangers (1982-1983), posteriormente a Kansas City Royals, donde jugó una temporada (1984), y fue el equipo en el que se retiró.

## Premios
Fue galardonado con el MVP (jugador más valioso de la Serie Mundial) en una oportunidad (1978).